# Кси Возничего
Кси Возничего (лат. ξ Aurigae), 30 Возничего (лат. 30 Aurigae), 32 Жирафа (лат. 32 Camelopardalis), HD 39283 — одиночная звезда в созвездии Возничего на расстоянии приблизительно 236 световых лет (около 73 парсеков) от Солнца. Видимая звёздная величина звезды — +4,96m. Возраст звезды оценивается как около 174 млн лет.

## Характеристики
Кси Возничего — белая звезда спектрального класса A2V. Масса — около 1,96 солнечной, радиус — около 1,1 солнечного, светимость — около 49,5 солнечных. Эффективная температура — около 8954 К.